# Patriarca-catolicós de la Iglesia del Oriente

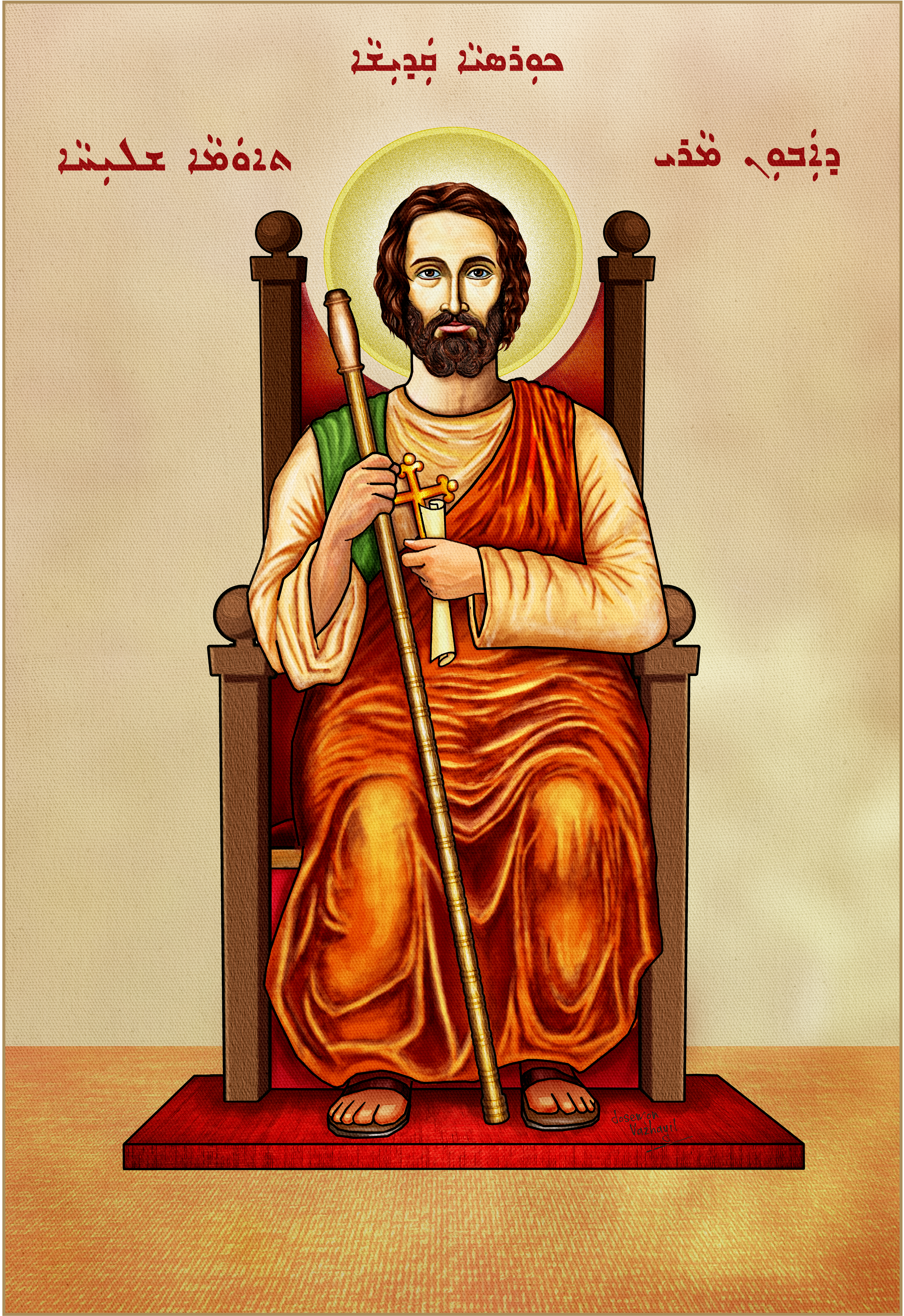
Ícono de Tomás el Apóstol, considerado tradicionalmente fundador de la Iglesia del Oriente.

El patriarca-catolicós de la Iglesia del Oriente (también conocido como patriarca de Babilonia, patriarca del Oriente, patriarca-catolicós del Oriente o gran metropolitano del Oriente) es el obispo que lidera la Iglesia del Oriente. La posición data de los primeros siglos del cristianismo dentro del Imperio sasánida. En los siglos XVI y XVII, la Iglesia, restringida a su tierra original asiria en la Alta Mesopotamia, experimentó una serie de divisiones, lo que resultó en una serie de patriarcas y linajes en competencia. Hoy, cada una de las tres Iglesias que surgieron de estas divisiones tiene su propio patriarca (la Iglesia asiria del Oriente, la Antigua Iglesia del Oriente y la Iglesia católica caldea).

## Lista de patriarcas hasta el cisma de 1552
Tradicionalmente se considera que el apostolado de Edesa (Caldea) fue fundado por Shimun Keepa (Simón Pedro) (33-64), Thoma Shlikha (Tomás el Apóstol), Tulmay (Bartolomé el Apóstol) y Addai (Tadeo de Edesa) de los Setenta Discípulos. San Tadeo fue martirizado alrededor del año 66.

### Primeros obispos
- 1. Thoma Shliha o el apóstol (c. 34-50).
- 2. Addai Shliha (c. 50-66).[4] Uno de los setenta discípulos.
- 3. Aggai (c. 66-81). Primer sucesor en el apostolado de su director espiritual el apóstol Mar Addai. Él a su vez era el director espiritual de Mar Mari .
- 4. Palut de Edesa (c. 81-87) renombrado Mar Mari (c. 87-c. 121). Segundo sucesor del apostolado de Mar Addai.[5] Durante sus días se estableció formalmente el obispado en Seleucia-Ctesifonte.
- 5. Abris (Abres o Ahrasius) (121-148). Durante su obispado Judas Kyriakos, supuestamente un pariente de José, traslada la Iglesia de Jerusalén a Edesa en 136 d. C.[5]
- 6. Abraham de Kaskar (148-171). Supuestamente un pariente de Santiago el Justo, hijo de José.[5]
- 7. Yaʿqob I (Mar Yacob I) (c. 172-190). Hijo de su predecesor Abraham y, por lo tanto, pariente de José.[5]
- 8. Ebid M'shikha (191-203).
- 9. Ahadabui (Ahha d'Aboui ) (204-220). Primer obispo de Oriente en obtener el estatus de católico. Ordenado en 231 d. C. en Jerusalén.[6]
- 10. Shahaloopa de Kashker (Shahlufa ) (220-266).
  - Bar Aggai (267- c. 280).[7][6][8]

### Catolicós de Seleucia-Ctesifonte
Alrededor de 280, varios obispos consagraron a Papa bar Aggai como obispo de Seleucia-Ctesifonte, estableciendo así la sucesión. Con él, los líderes de la Iglesia tomaron el título de catolicós.
- 11. Papa bar Aggai (Mar Papa bar Gaggai) (c. 280-316, murió en 336)
- 12. Shemʿ on bar Sabbaʿ e (coadjutor 317-336, catolicós de 337-341).
- 13. Shahdost (Shalidoste) (341-343).[10]
- 14. Barba ʿ shmin (Barbashmin) (343-346). La sede apostólica de Edesa es completamente abandonada en el año 345 debido a las persecuciones contra la Iglesia del Oriente.
- 15. Tomarsa (Toumarsa) (346-370)
- 16. Qayyoma (Qaioma) (371-399)
- 17. Isaac (399-410). Fue reconocido como "Gran Metropolitano" y primado de la Iglesia del Oriente en el Concilio de Seleucia-Ctesifonte en 410. Las actas de este sínodo fueron posteriormente editadas por el Patriarca José (552–567) para otorgarle también el título de catolicós. Este título para el patriarca Isaac, de hecho, solo comenzó a usarse hacia fines del siglo quinto.
- 18. Ahha (Ahhi) (410-414)
- 19. Yahballaha I (Yab-Alaha I) (415-420)
- 20. Maʿna (Maana) (420)
- 21. Farbokht (Frabokht) (421)

### Patriarcas-catolicós de Seleucia-Ctesifonte
Con Dadisho, el desacuerdo significativo sobre las fechas de los catolicós en las fuentes comienza a converger. En 424, bajo Dadisho I, la Iglesia del Oriente se declaró independiente de toda la Iglesia de Occidente; a partir de entonces, su catolicós asumió también el título de patriarca. Durante su reinado, el Concilio de Éfeso en 431 condenó el nestorianismo.
- 22. Dadishoʿ (Dadishu I) (421-456)
- 23. Babowai (Babwahi) (457-484)
- 24. Barsauma (484–485) con la oposición de
  - Acacio (Aqaq-Acace) (485-496/8)
- 25. Babaí (497-503)
- 26. Sila (503-523)
- 27. Eliseo (524-537)
  - Narsai intruso (524–537)
- 28. Pablo (539)
- 29. Aba I (540–552)

En 544 el Sínodo de Mar Aba I adoptó las resoluciones del Concilio de Calcedonia.
- 30. José (552-556/567)
- 31. Ezequiel (567-581)
- 32. Ishoʿyahb I (582-595)
- 33. Sabrishoʿ I (596-604)
- 34. Gregorio (605-609)
  - vacante (609-628)
    - Babai el Grande (coadjutor) 609-628; junto con Abba (coadjutor) 609-628

Desde 628, el Mafrián también comenzó a usar el título de catolicós.
- 35. Ishoʿyahb II (628-645)
- 36. Maremmeh (646-649)
- 37. Ishoʿyahb III (649-659)
- 38. Giwargis I (661-680)
- 39. Yohanán I (680-683)
  - vacante (683-685)
- 40. Hnanishoʿ I (686-698)
  - Yohannan el leproso intrusus (691-693)
  - vacante (698-714)
- 41. Sliba-zkha (714-728)
  - vacante (728-731)
- 42. Petión (731-740)
- 43. Abá II (741-751)
- 44. Surín (753)
- 45. Ya'qob II (753-773)
- 46. Hnanishoʿ II (773-780)

En 775, se trasladó la sede de Seleucia-Ctesifonte a Bagdad, la capital del Califato abasí recientemente establecido.
- 47. Timoteo I (780-823)
- 48. Ishoʿ Bar Monja (823-828)
- 49. Giwargis II (828-831)
- 50. Sabrishoʿ II (831-835)
- 51. Abrahán II (837-850)
  - vacante (850-853)
- 52. Teodosio (853-858)
  - vacante (858-860)
- 53. Sargis (860-872)
  - vacante (872-877)
- 54. Israel de Kashkar intrusus (877)
- 55. Enós (877-884)
- 56. Yohannan II bar Narsai (884-891)
- 57. Yohannan III (893-899)
- 58. Yohannan IV Bar Abgar (900-905)
- 59. Abrahán III (906-937)
- 60 Emmanuel I (937-960)
- 61. Israel (961)
- 62. ʿAbdishoʿ I (963-986)
- 63. Mari (987–999 )
- 64. Yohannan V (1000-1011)
- sesenta y cinco. Yohannan VI bar Nazuk (1012-1016)
  - vacante (1016-1020)
- 66. Isho'yahb IV bar Ezequiel (1020-1025)
  - vacante (1025-1028)
- 67. Elia I (1028-1049)
- 68. Yohannan VII bar Targal (1049-1057)
  - vacante (1057-1064)
- 69. Sabrishoʿ III (1064-1072)
- 70. ʿAbdishoʿ II ibn al-ʿArid (1074-1090)
- 71. Makkija I (1092-1110)
- 72. Elia II Bar Moqli (1111-1132)
- 73. Bar Sawma (1134-1136)
  - vacante (1136-1139)
- 74. ʿAbdishoʿ III Bar Moqli (1139-1148)
- 75. Ishoʿyahb V (1149-1176)
- 76. Elia III (1176-1190)
- 77. Yahballaha II (1190-1222)
- 78. Sabrishoʿ IV Bar Qayyoma (1222-1224)
- 79. Sabrishoʿ V ibn al-Masihi (1226-1256)
- 80. Makkija II (1257-1265)
- 81. Denha I (1265-1281)
- 82. Yahballaha III (1281-1317). El asiento patriarcal fue transferido a Maragha.
- 83. Timoteo II (1318-c. 1332)
  - vacante (c. 1332-c. 1336)
- 84. Denha II (1336/7-1381/2)
- 85. Shemʿon II (c. 1385 - c. 1405) (fechas inciertas)
- 86. Eliya IV (c. 1405 - c. 1425) (fechas inciertas)
- 87 Shemʿon III (c. 1425 - c. 1450) (existencia incierta)
- 88. Shemʿon IV Basidi (c. 1450 - 1497)
- 89. Shemʿon V (1497-1501)
- 90. Elia V (1502-1503)
- 91. Shemón VI (1504-1538)
- 92. Shemʿon VII Ishoʿyahb (1539-1558)

## Líneas patriarcales desde el cisma de 1552 hasta 1830
Por el cisma de 1552, la Iglesia del Oriente se dividió en varias ramas, una de las facciones principales entró en plena comunión con la Iglesia católica y la otra permaneció independiente. Una división en la línea anterior en 1681 resultó en una tercera facción.
| 1. Línea Eliya Con sede en Alqosh. - 93. Eliya VI (VII) (1558-1591) - 94. Eliya VII (VIII) (1591-1617) - 95. Eliya VIII (IX) Shemʿon (1617-1660) - 96. Eliya IX (X) Yohannan Marogin (1660-1700) - 97. Eliya X (XI) Marogin (1700-1722) - 98. Eliya XI (XII) Denha (1722-1778) - 99. Eliya XII (XIII) Ishoʿyahb (1778-1804) En 1780, un grupo se separó de la línea Eliya y eligió: - 100. Yohannan VIII Hormizd (1780–1838) En 1830, después de la muerte del administrador patriarcal de Amida, Augustine Hindi, él fue reconocido por Roma como el patriarca de Babilonia de los caldeos y los patriarcados de Mosul y Amida se unieron bajo su liderazgo. Este evento marcó el nacimiento de la desde entonces ininterrumpida línea patriarcal de la Iglesia católica caldea. | 2. Línea Shemʿon Con sede en Amida, Siirt, Urmía y Salmas; - 93. Shemʿon VIII Sulaqa (1553-1555) - 94. Abdisho IV Maron (1555-1570) - 95. Shemʿon Yahballaha IV (1570-1580) - 96. Shemʿon IX Dinkha (1580-1600) La línea Shemʿon reintrodujo la sucesión hereditaria en 1600; no reconocida por Roma; se movió a Qodshanes. - 97. Shemʿon X Eliyah (1600-1638) - 98. Shemʿon XI Eshuyow (1638-1656) - 99. Shemʿon XII Yoalaha (1656-1662) La línea Shemʿon en Qodshanes formalmente rompió la comunión con Roma: - 100. Shemʿon XIII Dinkha (1662-1700) - 101. Shemʿon XIV Shlemon (1700-1740) - 102. Shemʿon XV Mikhaʿil Mukhtas (1740-1780) - 103. Shemʿon XVI Yohannan (1780-1820) - 104. Shemʿon XVII Abraham (1820-1861) | 3. Línea josefita Con sede en Amida, se separó de la línea Eliya: - 97. Joseph I (1681-1696) - 98. Joseph II Sliba Maruf (1696-1713) - 99. Joseph III Timothy Maroge (1713-1757) - 100. Joseph IV Lazare Hindi (1757-1780) - Joseph V Augustine Hindi (1780-1827) |

La línea Eliya (1) en Alqosh finalizó en 1804, habiendo perdido la mayoría de sus seguidores ante Yohannan VIII Hormizd, miembro de la misma familia, que se convirtió al catolicismo y en 1828, tras la muerte del candidato rival, sobrino del último patriarca reconocido del linaje josefita en Amida (3), fue elegido como patriarca católico. Luego, Mosul se convirtió en la residencia del jefe de la Iglesia católica caldea hasta el traslado a Bagdad a mediados del siglo XX.
La línea Shemʿon (2) siguió siendo la única línea que no estaba en comunión con la Iglesia católica. En 1976 adoptó oficialmente el nombre de  Iglesia Asiria de Oriente.

### Numeración de los patriarcas de la línea Eliya
Dado que los patriarcas de la línea Eliya llevaban el mismo nombre (en siríaco: Elīyā) sin usar ningún número pontificio, los investigadores posteriores se enfrentaron a varios desafíos, al intentar implementar una práctica historiográfica de larga data de numeración individual. Los primeros investigadores hicieron varios intentos durante los siglos XVIII y XIX, pero su numeración fue revisada más tarde por Eugène Tisserant (1931), quien creía que durante el período de 1558 a 1591 hubo dos patriarcas Eliya sucesivos, numerados como VI (1558-1576) y VII (1576-1591), y de acuerdo con ello asignó también los números VIII-XIII a sus sucesores. Esa numeración fue aceptada y mantenida por varios otros eruditos. En 1966 y 1969, el tema fue reexaminado por Albert Lampart y William Macomber, quienes concluyeron que en el período de 1558 a 1591 hubo un solo patriarca (Eliya VI), y de acuerdo con esto los números apropiados (VII-XII) fueron reasignados a sus sucesores. En 1999, Heleen Murre llegó a la misma conclusión y presentó pruebas adicionales a favor de la nueva numeración. La numeración revisada fue aceptada por la gran mayoría de trabajos académicos modernos.
No obstante, la numeración de Tisserant todavía es defendida por David Wilmshurst, quien reconoce la existencia de un solo patriarca Eliya durante el período de 1558 a 1591, pero lo cuenta como Eliya "VII" y a sus sucesores les asigna los números "VIII" a "XIII", sin tener algún patriarca existente designado como Eliya VI en sus obras, una anomalía notada por otros estudiosos, pero que Wilmshurst no explicó ni corrigió, incluso después de la afirmación adicional de la numeración adecuada en el "Gorgias Encyclopedic Dictionary of the Syriac Heritage" (2011) por Samuel Burleson y Lucas van Rompay.